# 石杨镇
石杨镇是中国安徽省马鞍山市和县下属的一个镇，位于和县最北部，面积158平方公里，人口约42600人，下辖9个行政村和2个社区居委会，299个自然村。